# Jean-Baptiste Motty
Jean-Baptiste Motty est un enseignant prussien d'origine française, né à Paris en 1790 et mort à Posen le 25 septembre 1856 .

## Biographie
Fils de Jean (1760-), officier de cavalerie nationale, et Anne Marie Bachmann, Jean-Baptiste arrive en Prusse en 1805 à Chobienice. Son père le place alors sous la protection de Józef Mielżyński. De 1806 à 1812, il est gouverneur des fils de cette famille à Miłosław. Autodidacte, il étudie les sciences de la nature, qu'il enseignera, ainsi que le français, au lycée Sainte-Marie-Madeleine de Posen, puis devient directeur de l'établissement. À partir de 1848, il dirige une école privée des filles et un pensionnat pour garçons. Il écrit et publie plusieurs livres sur la nature.

## Publication
- Wstęp do historii naturalnej (1823)
- Książeczkę do nabożeństwa, na której modliła się S. Jadwiga (1823)[2]
- Précis de l'histoire de la littérature française (1825)
- Muzeum historii naturalnej i cudów stworzenie (vers 1830)
- Leitfaden der Botanik (1830)

## Famille et descendance
En 1817, il épouse Apolonia Herwig (1799-1878). De ce mariage sont nés trois enfants :
- Marceli (1818-1898), enseignant.
- Walentyna (1823-1859) épouse de  l'industriel Hipolit Cegielski (en).
- Stanisław Motty (pl) (1826-1900), juge et député.

La famille Motty repose au cimetière des Citoyens méritants de Grande-Pologne (Cmentarz Zasłużonych Wielkopolan (pl)), à Poznań.

## Sources
- Joseph-Marie Quérard, La France littéraire, Paris, Firmin-Didot, p. 333